# Risto Mejide Roldan
Risto Mejide Roldan   (Barcelona, 29 de novembre de 1974) és un publicista, presentador i jurat de televisió barceloní. Es va fer famós arran d'haver-se convertit en la principal figura del programa Operación Triunfo a la seva edició del 2006 gràcies a un estil calculadament impertinent, pretesament didàctic i la peculiar imatge que li donen les seves ulleres semifosques.

## Nom
Anteriorment anomenat Ricardo, i no com deien algunes fonts afirmant que el seu nom real era Evaristo, ell ha deixat clar en diverses entrevistes que es diu Risto, i que després de moltes generacions, als 18 anys va decidir canviar-se'l i usar la versió en finès del seu nom.

## Trajectòria professional
Llicenciat i MBA en administració i direcció d'empreses per ESADE l'any 1997 i exprofessor d'aquesta escola, exerceix com a creatiu. Ha format part de les agències S.C.P.F, Saatchi&Saatchi, Leagas-Delaney, Euro RSCG i Ogilvy&Mather. En l'actualitat exerceix de director creatiu de la seva pròpia agència, Aftershare TV, fundada el 2007, que va crear juntament amb Marc Ros. També escriu un article setmanal al diari gratuït del Grup Planeta ADN.
Ha exercit com a docent del Màster en Comunicació i Publicitat de l'Escola Elisava, fent classes de creativitat.
Ha exercit com a col·laborador radiofònic al programa Protagonistas de Punto Radio amb Luís del Olmo i Julia en la Onda d'Onda Cero amb Júlia Otero.
El 31 de desembre del 2010 va anunciar al seu twitter que abandonava la televisió i el personatge que havia creat al voltant de la seva persona. D'altra banda, el 2 d'octubre de 2011, torna a la televisió com a part del jurat al programa de Telecinco Tú sí que vales.
El 23 de febrer de 2014 estrena un nou programa de televisió anomenat Viajando con Chester a la cadena Cuatro.
Després continua amb el programa "Al rincón de pensar" d'Antena 3.
Actualment, des del 2017, es troba en el programa de la cadena Cuatro, Chester in Love produït per La Fábrica de la Tele.
Actualment, també és jurat de Got Talent España des del 2017.

## Llibres
- El pensamiento negativo, Editorial Espasa-Calpe, Barcelona, 2008. ISBN 978-84-670-2611-5
- El sentimiento negativo, Editorial Espasa (2009). ISBN 978-84-670-3635-0
- Que la muerte te acompañe, Editorial Espasa-Calpe, Madrid, 2011. ISBN 978-84-670-3692-3
- #Annoyomics: El arte de molestar para ganar dinero, Editorial Gestión 2000, Barcelona, 2012. ISBN 978-84-9875-208-3.
- No busques trabajo, Editorial Gestión 2000, Barcelona, 2013. ISBN 978-84-9875-335-6
- Urbrands, Editorial Espasa-Calpe, Madrid, 2014. ISBN 9788467043136 (Premi Espasa d'Assaig)

## Vida privada
És fill del metge Ricardo Mejide Manresa, que exerceix de fa dècades a la vila del Prat de Llobregat.
La seva parella fins al 2014 va ser la presentadora de televisió Ruth Jiménez, amb qui va tenir un fill anomenat Julio.
El 20 de maig de 2017, Laura Escanes i Risto Mejide es van casar a la masia Mas Cabanyes d'Argentona. El febrer de 2019, van fer públic que serien pares de l'actual Roma Mejide Escanes. Finalment, el 26 de setembre del 2022 van anunciar la seva separació.